# Aero Continente Dominicana
Aero Continente Dominicana è stata una compagnia aerea di vita breve con sede a Santo Domingo, nella Repubblica Dominicana, che operava dall'Aeroporto Internazionale Las Américas per conto della peruviana Aero Continente, la sua società madre.

## Storia
Aero Continente decise di fondare una sussidiaria interamente di sua proprietà a Santo Domingo nel 2001. Nei mesi successivi, vennero offerti un numero limitato di voli di linea verso Miami. Nell'agosto 2003, tuttavia, l'unico aereo posseduto venne restituito ad Aero Continente, il che segnò la fine di Aero Continente Dominicana.

## Destinazioni
Repubblica Dominicana
- Santo Domingo - Aeroporto Internazionale Las Américas

Stati Uniti
- Miami - Aeroporto Internazionale di Miami

## Flotta
Aero Continente Dominicana possedeva un solo Boeing 737-200 nel maggio 2002.